# مدرسة عبد السلام للرياضيات
مدرسة عبد السلام لعلوم الرياضيات هي معهد بحث في باكستان.

## وصلات خارجية
- مدرسة عبد السلام للرياضيات